# ГЕС Даран 1-2
ГЕС Даран 1-2 — гідроенергетичний комплекс на півдні Туреччини. Знаходячись між ГЕС Япрак (9 МВт, вище за течією) та ГЕС Ерменек, входить до складу каскаду у сточищі річки Göksu (античний Калікадн), яка впадає до Середземного моря неподалік від міста Сіліфке.
У межах проєкту правий витік Göksu річку Gökçay перекрили двома послідовними бетонними греблями висотою 23 і 13 метрів. Від першої через лівобережний гірський масив прокладено дериваційний тунель довжиною близько 7 км, який живить розташований на березі річки машинний зал з двома турбінами типу Френсіс потужністю по 24,4 МВт, котрі при напорі у 129 метрів забезпечують виробітку 129 млн кВт·год електроенергії на рік.
Від другої греблі так само через лівобережний масив прокладено дериваційний тунель довжиною близько 3,5 км, котрий після невеликого відкритого балансувального басейну переходить у напірний водовід довжиною 0,25 км. Машинний зал станції Даран 2 обладнано двома турбінами типу Френсіс потужністю по 10 МВт, котрі при напорі у 51 метр забезпечують виробітку 52 млн кВт·год електроенергії на рік.
Разом станції комплексу використовують падіння у 182,5 метра.
Видача продукції відбувається по ЛЕП, розрахованій на роботу під напругою 154 кВ.